# JC International Airlines
1. JC (Cambodia) International Airlines Co., Ltd. (tiếng Khmer: ជេសុី អុិនធើណេសិនណល អ៊ែរឡាញ) là một hãng hàng không có trụ sở tại sân bay quốc tế Phnom Penh ở Campuchia. Được thành lập vào năm 2014, hãng đã ra mắt hoạt động vào tháng 3 năm 2017.

Hãng hàng không quốc tế JC (CAMBODIA) là một trong những công ty hàng không hàng đầu của Campuchia được thành lập tại Phnom Penh, Vương quốc Campuchia với số vốn đăng ký là 50 triệu đô la Mỹ. Tổng mức đầu tư sẽ là 1 tỷ đô la Mỹ. Hãng hàng không quốc tế JC (CAMBODIA) đã nhận được sự chấp thuận nguyên tắc ban đầu từ Chính phủ Hoàng gia Campuchia ngày 14 tháng 10 năm 2014. Vào ngày 17 tháng 3 năm 2017, JC đã ra khai trương dịch vụ.